# Dolichopus myosotus
Dolichopus myosotus is een vliegensoort uit de familie van de slankpootvliegen (Dolichopodidae). De wetenschappelijke naam van de soort is voor het eerst geldig gepubliceerd in 1887 door Osten Sacken.